# Rândunică din Sri Lanka
Rândunica din Sri Lanka (Cecropis hyperythra) este o specie de pasăre din familia Hirundinidae, originară din Sri Lanka. Este strâns înrudită cu rândunica roșcată și anterior a fost considerată o subspecie. De obicei trăiește în perechi sau în grupuri mici.

## Descriere

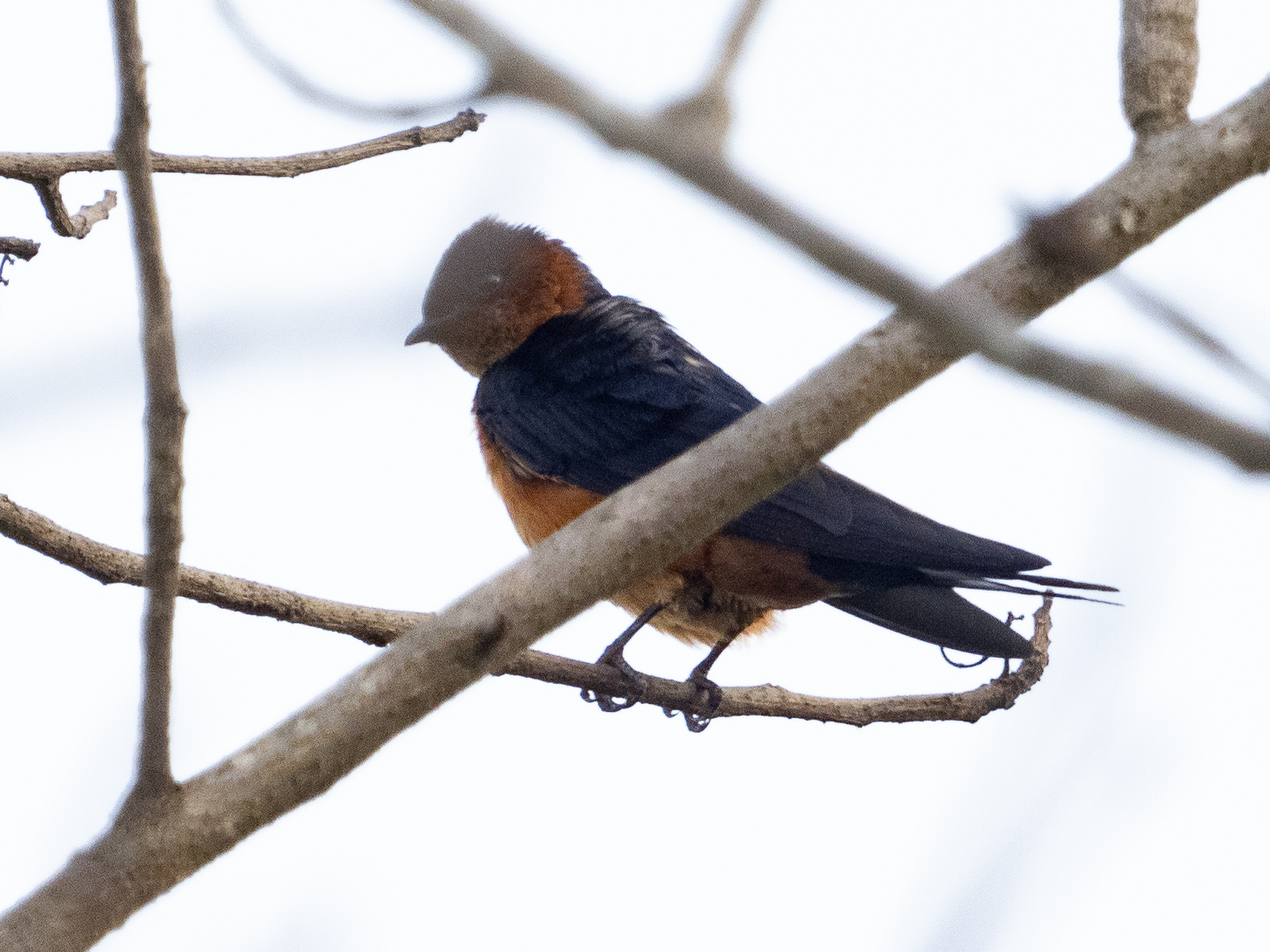
Cecropis hyperythra

Este o rândunică mare, cu o coadă care se bifurcă adânc, iar combinația dintre partea inferioară ruginie și exteriorul albastru bleumarin fără urme este o caracteristică unică a acestei specii. Partea inferioară ruginie poate fi folosită pentru a o deosebi de rândunica roșcată. Este o paserformă, ceea ce înseamnă că are trei degete de la picioare îndreptate înainte și unul îndreptat înapoi, permițându-i să se cocoațe.

## Habitat
Se găsește într-o varietate de habitate atât în zonele joase, cât și la poalele dealurilor din Sri Lanka, inclusiv în câmpuri agricole și zone ușor împădurite.

## Galerie

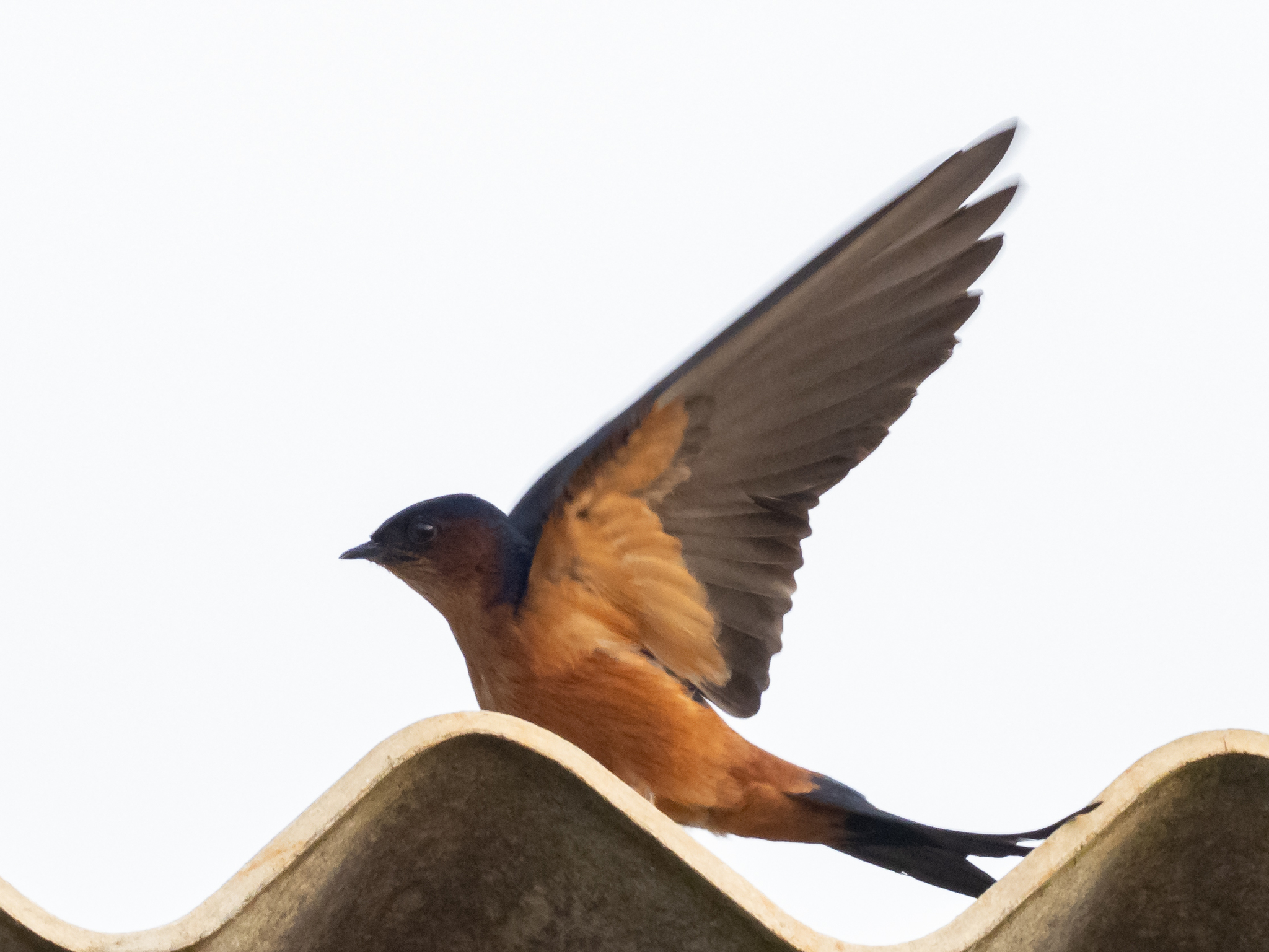
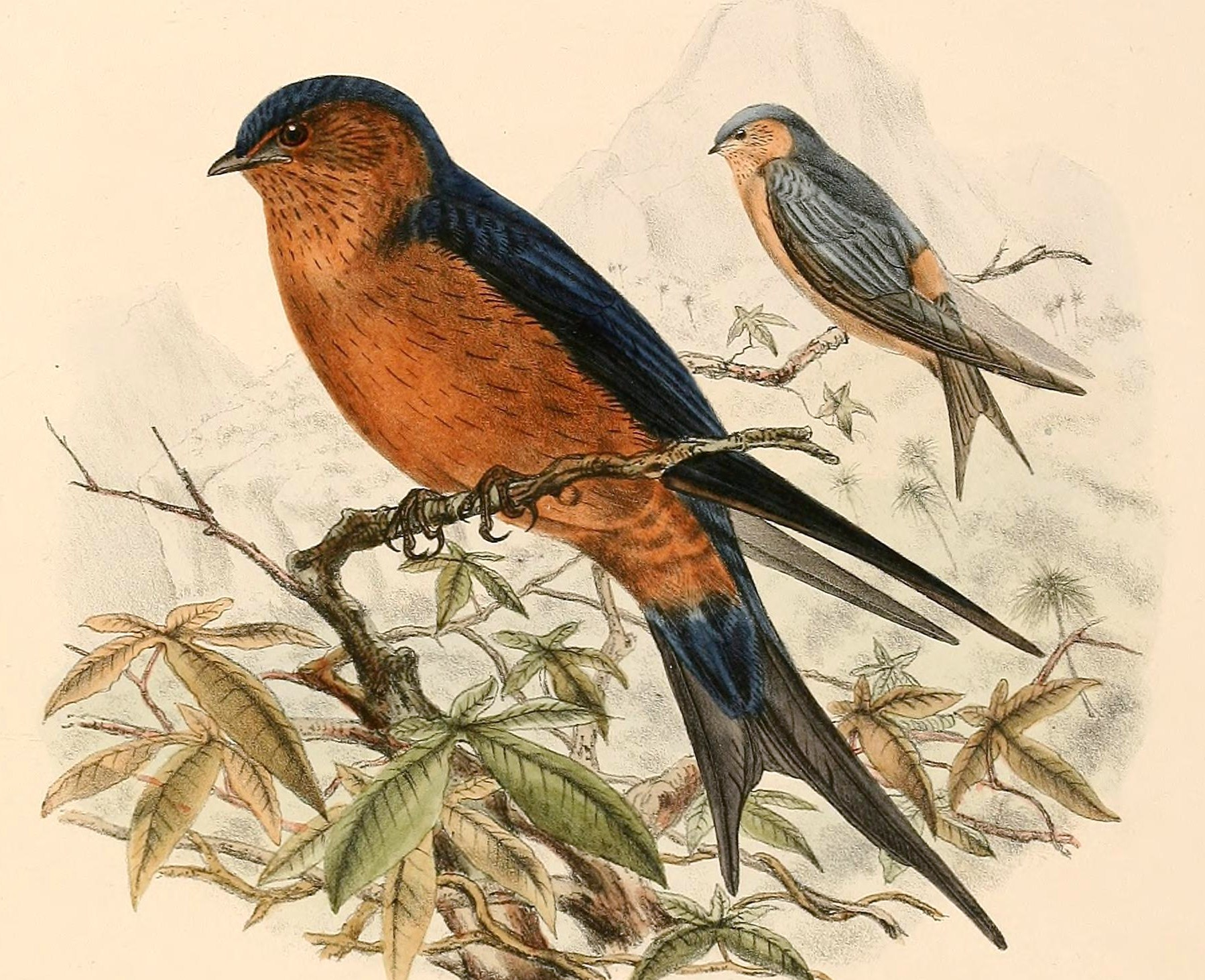
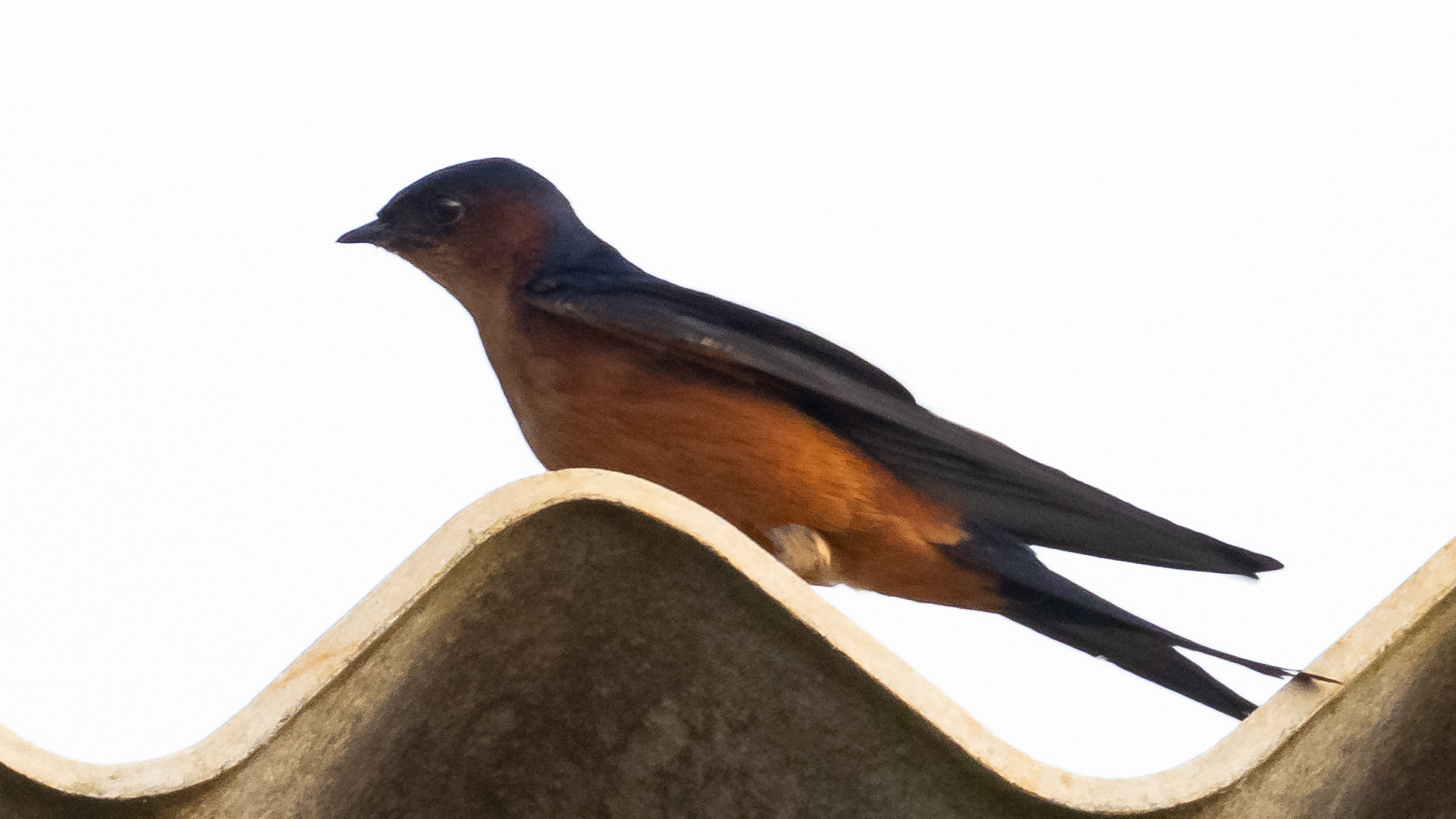